# Міхай Карої
Граф Мі́хай Ка́рої (угор. nagykárolyi Károlyi Mihály Ádám György Miklós; *4 березня 1875, Фот, Угорщина — †19 березня 1955, Ванс, Франція) — угорський політик, який керував країною після розпаду Австро-Угорщини і невдало намагався створити демократичний режим, був прем'єр-міністром Угорщини в листопаді 1918 — січні 1919 і першим Президентом Угорщини в листопаді 1918 — березні 1919.

## Біографія

### Молоді роки

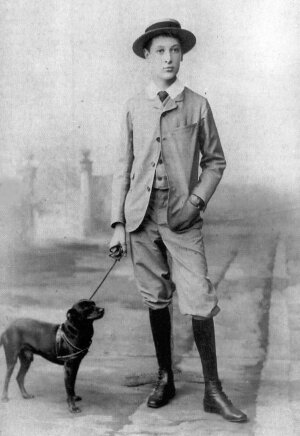
Міхай Карої, 1890

Міхай Карої походив з багатої католицької аристократичної сім'ї Карої, що грала важливу роль в угорській історії починаючи з XVII століття. В юності Міхай поводився бездумно і легковажно, але потім вирішив стати розсудливим і зайнятися політикою. У 1909 році він був обраний головою Національного сільськогосподарського товариства. Ця організація представляла інтереси помісного дворянства. Будучи спочатку лояльним до дуалістичного устрою Австро-Угорщини, Міхай Карої згодом перейшов на позиції анти-австрійського націоналізму і помірного соціалізму. У 1910 році Карої був обраний до парламенту від опозиційної анти-габсбурзької Партії незалежності. У 1912 році депутат Карої висловився проти союзу з Німеччиною, за «франко-англо-російську орієнтацію». Карої — автор доктрини, згідно з якою Угорщина повинна була звести до мінімуму свої зв'язки з Австрією; проводити політику примирення з неугорськими народами, йдучи на поступки в галузі культури; провести демократичні реформи, включаючи розподіл земель між селянами.
Коли почалася Перша світова війна Карої лише в перші дні підтримав шовіністичну кампанію, — але незабаром став самим рішучим критиком з числа аристократів. 7 листопада 1914 року Карої одружився в Будапешті на графині Катінкі Андраші (Каталін Андраші де Чик-Сент-Кіра-Красна-Гірка) і мав від неї трьох дітей. Аристократичне походження дружини додало графу Карої підтримку найзнатніших родин Угорщини. Після того, як в 1916 Партія незалежності вважала погляди Карої занадто радикальними, він вийшов з її складу — і заснував Об'єднану партію незалежності і 1848, більш відому як Партія Карої. Однак, Партія Карої не отримала масової підтримки. Єдине, що вона реально мала, — це 20 депутатів в парламенті, більшість з яких на ділі не були прихильні партійної ідеології. Програма партії включала вимоги:
- Негайного виходу з війни;
- Ослаблення зв'язків між Австрією та Угорщиною;
- Скасування майнових і мовних обмежень, які давали право голосу лише 5.8 % чоловічого населення країни;
- Надання політичних прав жінкам.

### Керівництво Угорською Республікою

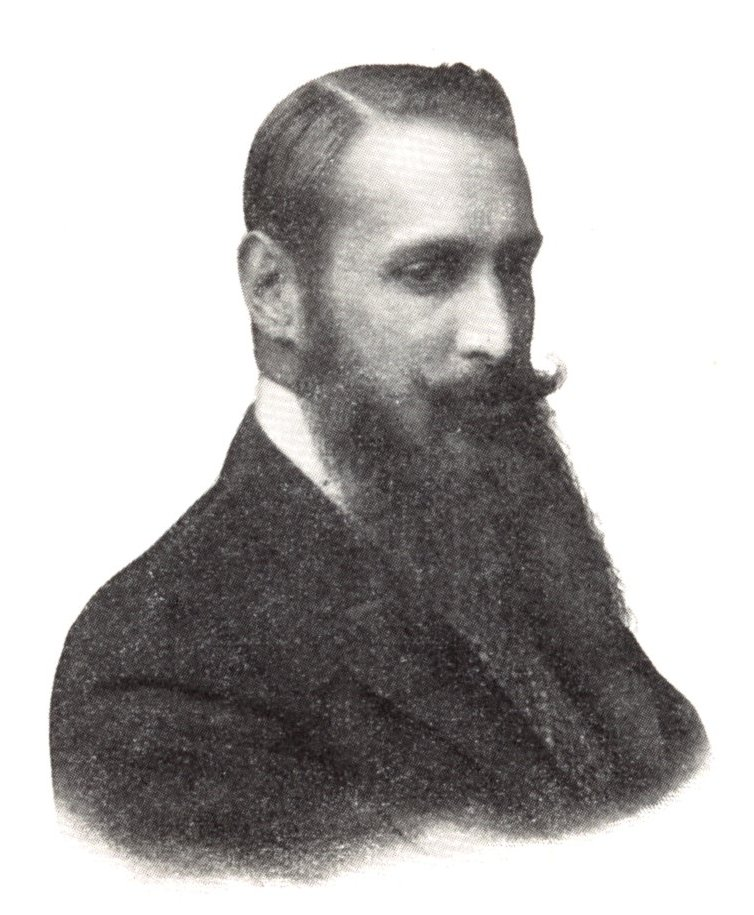

Коли почався процес розпаду Австро-Угорщини і Угорський парламент проголосив 17 жовтня 1918 року незалежність країни, — граф Карої став одним з лідерів Угорщини. 25 жовтня він сформував Національну Раду, опозиційну до уряду. 31 жовтня король Угорщини Карой IV (імператор Австро-Угорщини Карл I), сподіваючись врятувати корону і «захистити країну від анархії», доручив Карої сформувати новий уряд. 1 листопада останній вступив на посаду. Іншою причиною призначення Карої була надія, що він зможе добитися більш м'яких умов миру з Антантою. В той момент Карої вважав за необхідне збереження монархії — і тільки після того, як Карл склав із себе повноваження короля Угорщини, проголосив 16 листопада 1918 року Угорську Демократичну Республіку, ставши її тимчасовим президентом.

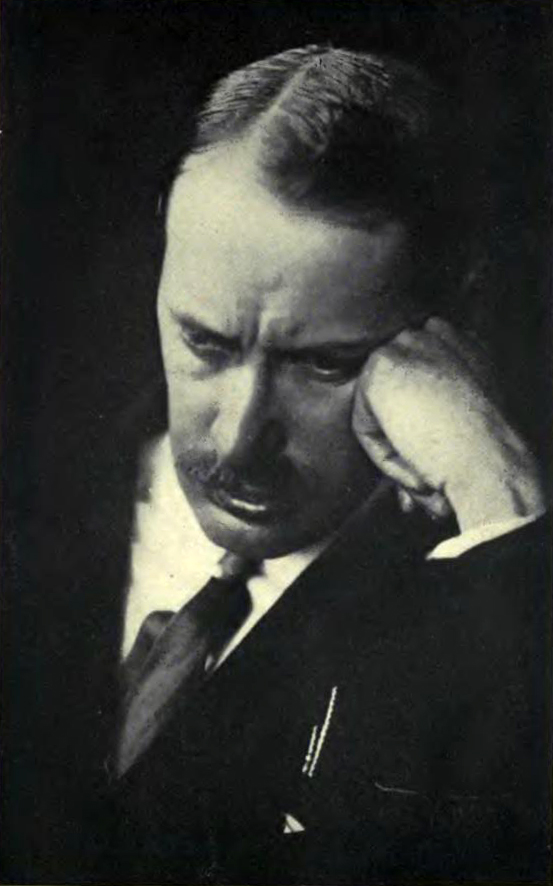
Міхай Карої, 1923

На посту прем'єр-міністра Карої робив рішучі зусилля по збереженню Угорщини, сподіваючись зберегти народи Угорщини в її складі, заснувавши федерацію за зразком Швейцарії. Однак національні меншини — словаки, закарпатські українці, румуни, серби і хорвати — схвалили своє об'єднання з Чехословаччиною, Румунією та Югославією, відповідно. Іншою важливою проблемою залишалося питання про перемир'я з Антантою. Хоча Австро-Угорщина підписала 3 листопада 1918 року на віллі Джусти, поруч з Падуєю, капітуляцію і перемир'я з Антантою, — Угорщина до того часу вже оголосила про свій вихід з її складу. Тому багато членів уряду вважали необхідним і вигідним підписати нове перемир'я. Карої був змушений з цим погодитися, і в листопаді 1918 року Угорщина і Антанта уклали перемир'я в Белграді. Очолював делегацію Антанти командувач союзними військами на Балканах французький маршал Луї Франше д'Еспере, попри очікування, нав'язав Угорщині набагато більш жорсткі умови, ніж те передбачалося Падуанським пактом. Що стало сильним ударом по Карої, який сподівався на м'яке ставлення до Угорщини, — і різко зменшило його популярність. Опозиція заявляла, що Карої витрачав всі сили на укладення перемир'я, мало приділяючи уваги внутрішнім справам країни.

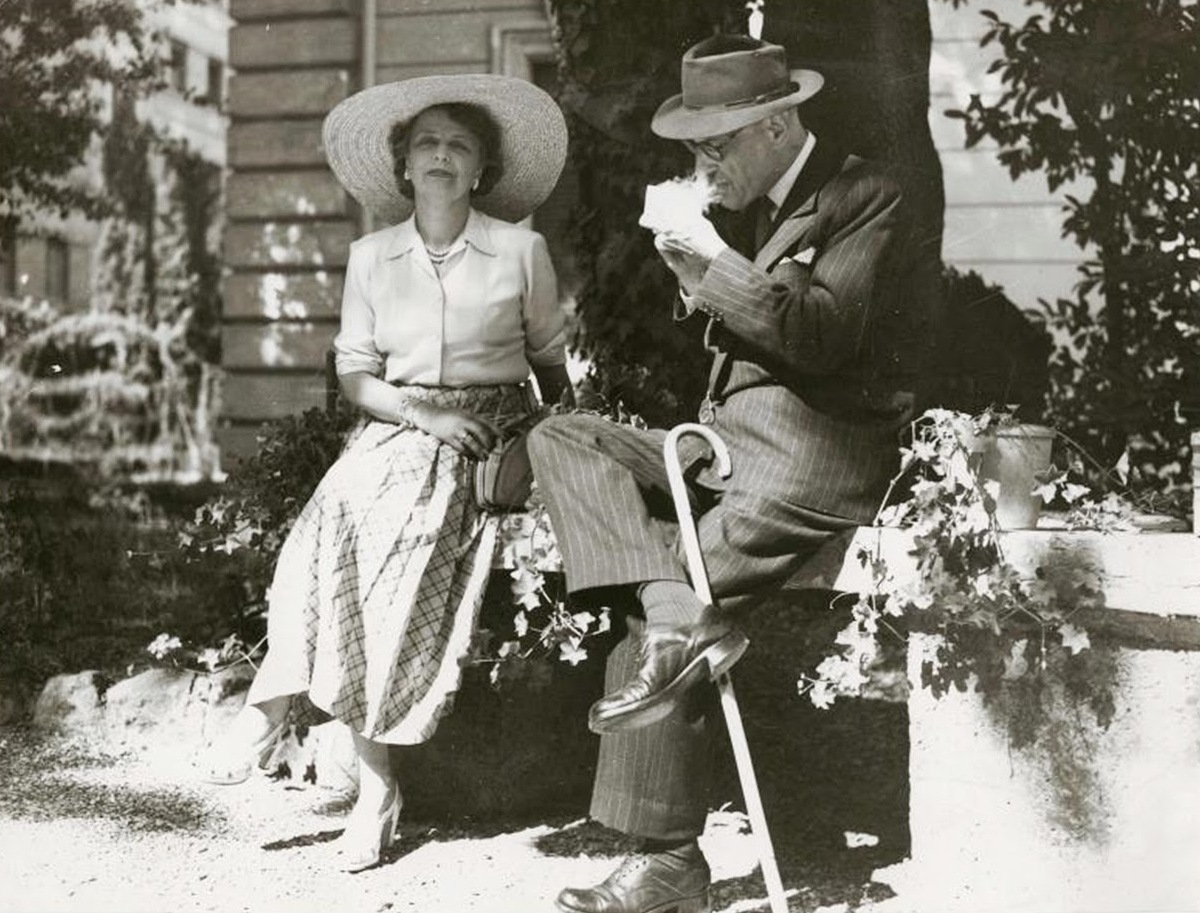
Посольство Угорщини в Римі, зі своєю дружиною в саду, 1942

Проблеми росли і в економіці. Соціал-демократи, які були найбільшою політичною силою країни, перешкодили планам Карої передати землю селянам, як він це зробив у своїх володіннях, — вважаючи подібні заходи заохоченням капіталістичних відносин. Одночасно тривала економічна блокада країни, оскільки Антанта обіцяла зняти її тільки після підписання мирного договору. У листопаді 1918 року Карої сильно скоротив чисельність збройних сил країни, і в підсумку війська Чехословаччини, Румунії та Югославії протягом всієї зими 1918-1919 рр. проводили успішні військові операції, розширюючи свою територію за рахунок Угорщини. У січні 1919 року Карої наказав почати нарощування чисельності армії і, незважаючи на неприязнь до комунізму, вступив у переговори з РРФСР. Тим часом в країні через брак продовольства почався голод, біженців з Трансільванії, Галичини та Словаччини ніде було розмістити. Блокада з боку Чехословаччини позбавила Угорщину німецького вугілля, і в зиму 1918-1919 рр. в країні було практично відсутнє опалення і не функціонували залізниці, що викликало промисловий спад і сильне безробіття. Невдала фінансова політика уряду, що виражалася в масовому друкуванні грошей, привела до найсильнішої інфляції. Нездатний зупинити економічний хаос Карої став вкрай непопулярним.

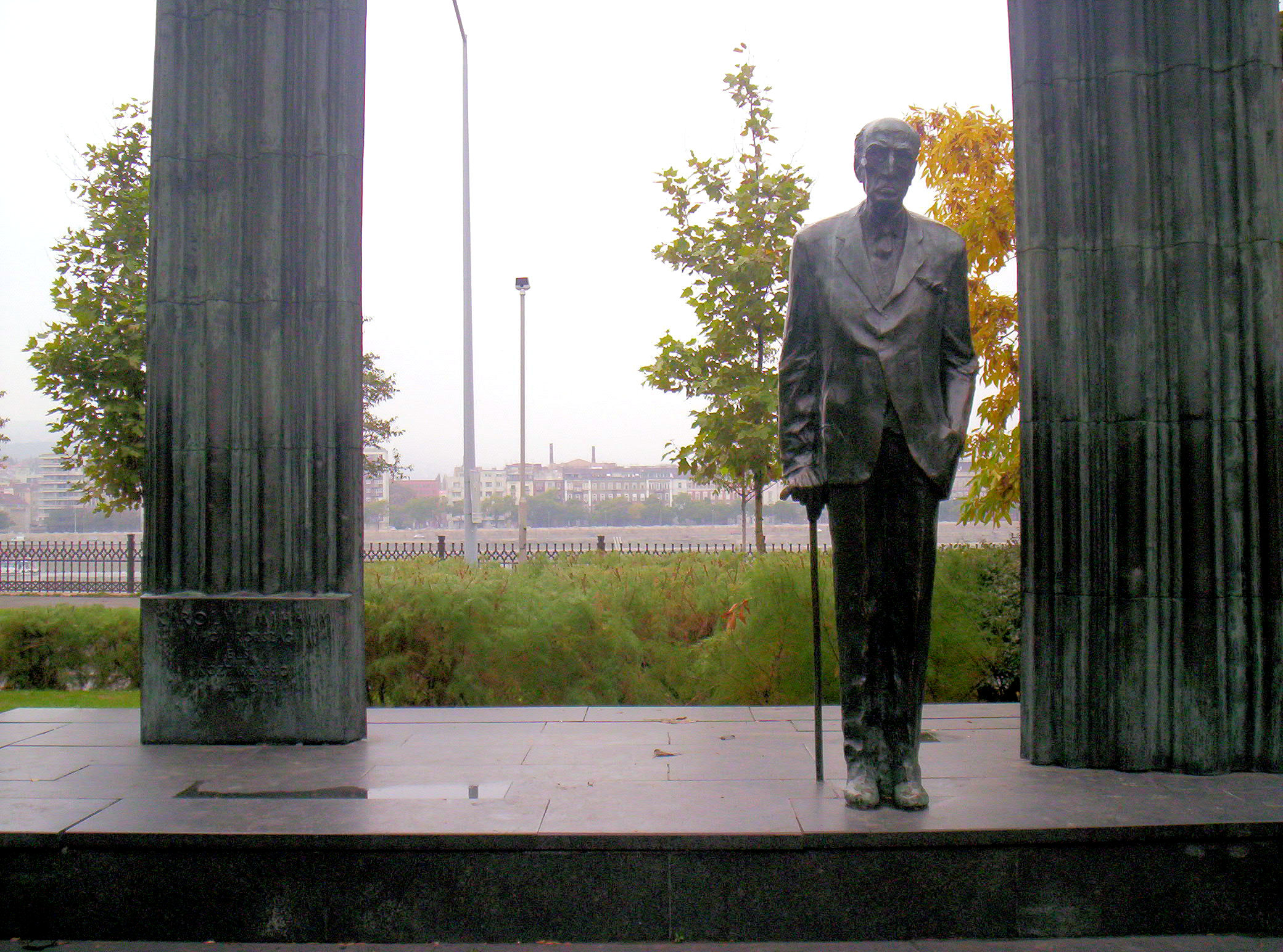
Пам'ятник Карої роботи Імре Варги на площі Лайоша Кошута в Будапешті

20 березня 1919 року Франція направила Угорщині ноту Вікса, в якій вимагала визнання Угорщиною своїх нових кордонів по лінії розташування угорських військ на момент складання ноти. Після цього Карої подав у відставку з поста президента, і соціал-демократи з комуністами утворили новий коаліційний уряд під керівництвом Шандора Ґарбаї.

### Подальше життя
З 1919 року Карої жив у Франції, а в період Другої світової війни — у Великій Британії. Ліволіберальні позиції Карої унеможливлювали його повернення в Угорщину в період регентства адмірала Міклоша Горті.
У 1924 році, під час відвідин США, дружина Карої підхопила черевний тиф, але Державний департамент США видав її чоловікові візу тільки за умови, що той не буде виступати з політичними промовами. Через рік Катінкі Андраші відмовили у в'їзній візі, і держсекретар Келлог відмовився пояснити причини відмови.
Під час процесу проти Самуїла Шварцбурда, який убив Симона Петлюру, граф Карої займався підготовкою експертних матеріалів для захисту.
В ході візиту в СРСР, подружжя Карої взяло участь у святкуванні 75-річчя Джорджа Бернарда Шоу в Москві і відвідали Надію Крупську. Крім того, вони відвідали Ленінград, Сталінград і Грузію.
У 1946 році Карої повернувся на батьківщину, яка до того часу стала соціалістичною державою. Новий уряд надав йому почесті як колишньому президенту. У 1947 році Карої був призначений послом у Франції, але в 1949 році він покинув цей пост на знак протесту проти суду над Ласло Райком. Решту життя він провів у Франції.

## Літературна діяльність
Міхай Карої був автором двох книг спогадів:
- Проти всього світу (угор. Egy egész világ ellen, 1925);
- Спогади: Віра без ілюзій (1954).